# Modjadji VI.

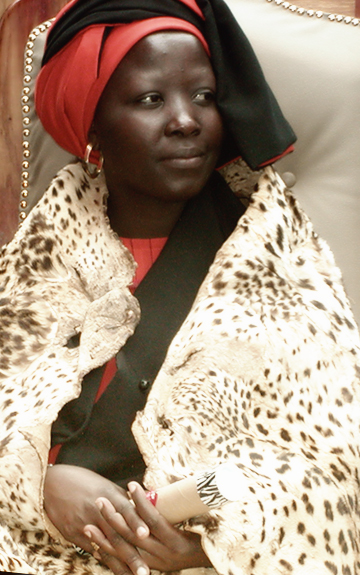
Makobo Constance Modjadji VI. (2003)

Makobo Constance Modjadji VI. (* 1978 in Polokwane, Transvaal, Südafrika; † 12. Juni 2005 ebenda) war eine Stammeskönigin im Norden Südafrikas.
Modjadji VI. wurde am 16. April 2003 in Duiwelskloof (Limpopo-Provinz) zur jüngsten Regenkönigin des Balobedu-Stammes gekrönt, einem der wenigen matriarchalischen Stämme Afrikas. Sie trat die Nachfolge ihrer Großmutter Mokope Modjadji V. an, die zwei Jahre zuvor gestorben war, und gehörte zur Monomatapa-Dynastie.
Die eigentliche Nachfolgerin, Makobos Mutter, Prinzessin Maria Modjadji, war zwei Tage vor der Großmutter gestorben. So wurde Makobo die jüngste Königin der 400-jährigen Dynastie, nachdem sie rituelle Prüfungen bestanden hatte. Makobo hatte einen High-School-Abschluss und war damit die erste Königin mit Schulbildung. Da sie sich modernen Techniken wie Fernsehen oder Handy nicht verschloss, wurde sie von vielen Beobachtern als Brücke zwischen Tradition und Moderne gesehen.
Jeder Königin dieses Stammes wird nachgesagt, dass sie Einfluss auf das Wettergeschehen in Afrika hat. Aus diesem Grund werden sie als Regenköniginnen bezeichnet. Tatsächlich gab es in der regentschaftslosen Zeit eine Dürreperiode. Bei der Krönung setzte jedoch leichter Nieselregen ein. Auf die Frage, ob sie wirklich Regen herbeizaubern könne, antwortete Modjadji VI. einem Reporter, dass dies nur Gott könne, sie aber könne Kontakt zu den Vorfahren herstellen. Vorfahren spielen wie bei allen afrikanischen Völkern auch bei den Balobedu eine zentrale Rolle. Wer den Kontakt zu den Vorfahren verliert, verliert seine Seele.
Bei ihrem Tod in der Klinik von Polokwane, in die sie zwei Tage vorher eingeliefert worden war, hinterließ sie eine Tochter im Alter von drei Monaten. Der African National Congress, Staatspräsident Thabo Mbeki und andere Persönlichkeiten aus Südafrika kondolierten der königlichen Familie.